# Work (1915)
Work (br: Carlitos na atividade / pt: Charlot aprendiz) é um filme mudo americano de curta-metragem de 1915, do gênero comédia, produzido por Jess Robbins para o Estúdios Essanay, e escrito, dirigido e protagonizado por Charles Chaplin. Foi filmado no Majestic Studio, em Los Angeles.

## Sinopse
O Vagabundo e seu patrão têm dificuldade para chegar a uma casa onde devem colocar papel de parede. O dono da casa está irritado por não ter tomado o café da manhã, e sua esposa está dando uma bronca na empregada, quando os dois chegam. De repente, o gás da cozinha estoura e o Vagabundo se oferece para fazer o conserto. O amante da esposa chega e fazem de conta que ele é o supervisor da obra, mas o marido não acredita e começa a dar tiros com sua arma. A cozinha explode e a casa fica destruída.

## Elenco
- Charles Chaplin .... assistente de Izzy A. Wake
- Charles Inslee .... Izzy A. Wake
- Edna Purviance .... empregada
- Billy Armstrong .... homem da casa
- Marta Golden .... esposa
- Leo White .... amante
- Paddy McGuire .... empapelador

## Ligações externas

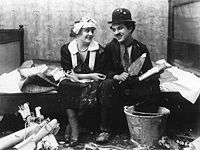